# Frontera entre Albània i Macedònia del Nord
La frontera entre Albània i Macedònia del Nord es la frontera internacional entre Albània i Macedònia del Nord.

## Traçat
S'estén al llarg de 181 quilòmetres, a l'est d'Albània i l'oest de Macedònia del Nord. Comença en el nord, prop del final dels Monts Šar, poc abans d'arribar al Mont Kòrab, punt més alt de tots dos països. La frontera contínua rumb sud travessant el llac d'Okhrida i seguint fins al llac Prespa, on finalitza. Separa els comtats albanesos de Kukës, Dibër, Elbasan i Korcë de les regions estadístiques macedònies de Polog, Sud-oest i Pelagònia.

## Història
La frontera actual data de l'establiment de relacions formals entre la República de Macedònia del Nord i la República d'Albània quan la primera va proclamar la seva independència de la República Socialista Federal de Iugoslàvia el 1991. Albània va reconèixer ràpidament el nou Estat i van signar tractats de reconeixement fixant la frontera entre tots dos països a la mateixa zona que abans suposava la frontera entre Albània i la República Socialista de Macedònia quan aquesta era una república constituent de Iugoslàvia.

## Passos fronterers
- Bllatë (Dibër) – Spas (Debar)
- Qafë Thanë (Pogradec) – Ќafasan (Struga) (Pas principal)
- Tushemisht (Pogradec) – Sveti Naum (Ohrid)
- Goricë (Pustec) – Stenje (Resen)